# خطوط الدفتر

مثال على خطوط الدفتر، قريب من التنسيق المليمتر.

صفحة A5 بها خطوط سييز.

خطوط الدفتر هي عبارة عن شبكة تربيعات أو سطور تكون مطبوعة على ورقة من أجل السماح بانتظام الكتابة.

## التاريخ
في المخطوطات القديمة، يرسم الخطاط خطوط على الورقة لتسهيل الكتابة. ويتم مسح هذه السطور بعد نسخ النص. في المخطوطات القديمة الثمينة، كانت الخطوط ترسم بقلم جاف وخاص (أو في حالات نادرة باستخدام الجرافيت). غالبًا ما تحتوي هذه المخطوطات أيضًا على خطوط خياطة في الورق (جانب التجليد وأحيانًا جانب الحافة) والتي تعمل على توجيه الخطوط.

## خطوط الدفتر الأكثر استعمال
- 5 × 5 ، أو «مربعات صغيرة»
  - خطوط أفقية وعمودية بفرق 5 ملم.
  - استخدام عام. مع أو بدون هامش حسب المتغيرات.
- سييز (بالفرنسية: Seyès)‏، أو «مربعات كبيرة»
  - خطوط أفقية دقيقة كل 2 ملم وخطوط أفقية ورأسية كل 8 ملم.
  - هو نموذج للدفتر المدرسي في فرنسا. يكون دائمًا مصحوب بهامش أيسر.
  - تم إنشاؤه عام 1892 بواسطة جان ألكسندر سييز، بائع الكتب والقرطاسية في بونتواز.[2]
  - تحتوي ورقة قياس A4 سييز على 21 مربعًا كاملًا أفقيًا و 29 مربعًا كاملًا عموديًا، مما يجعل إجمالي المربعات 609.
- المليمتري
- الملليمتر الشبه لوغاريتمي
- الملليمتر الوغاريتمي
  - خطوط أفقية وعمودية: خطوط رقيقة كل 1 ملم، وخطوط متوسط كل 5ملم، وخطوط سميكة كل 10 ملم. في حالة المساطر اللوغاريتمية، يتم تدريج محور واحد فقط أو المحورين وفقًا لمقياس غير خطي.
  - الرسم الفني والرسومات. لا يوجد هامش وإن وجد فإنه يكون بقياس 10 ملم في جميع أنحاء الورقة.
- تخطيط بسيط
  - خطوط أفقية كل 10 ملم.
  - القرطاسية الكلاسيكية. لا يوجد هامش.
- 7ملم تخطيط مزدوج
  - مجموعات من خطين أفقيين.
  - غالبًا ما تستخدم لتعلم الكتابة عند الأطفال الصغار جدًا.
- 3 ملم تخطيط مزدوج
  - مجموعات من خطين أفقيين.
  - غالبًا ما تستخدم لتعلم الكتابة عند الأطفال الصغار.
- ورقة الموسيقى
  - مجموعات من خمسة أسطر.
- دفتر المحاسبة
  - خطوط أفقية كل 10 ملم، خطوط عمودية لفصل الأعمدة (التعيين، الائتمان، الخصم) والأرقام.

## خطوط الدفتر للحروف الهجائية غير اللاتينية
يؤدي اتجاه الكتابة مباشرة إلى تحديد الشبكة المستخدمة في الورقة.

## فرنسا
في فرنسا، وفقًا لآن ماري شارتييه (بالفرنسية: Anne-Marie Chartier)‏، الشكل العام لخطوط صفحة الكتابة للتلميذ «قد يكون ظهر حوالي العام 1914.»
إلى جانب الخطوط الرئيسية التي تشغل معظم الصفحة، غالبًا ما يتم حجز جزء على اليسار للهامش، وهو خط بلون مختلف يفصل أحيانًا الهامش عن باقي الصفحة.
يجب على الناسخ تحضير ورقة الرق عن طريق ورسم سطور تسمى «المُنَظِمَات» (بالفرنسية: « réglures »)‏ عليها. ستساعده هذه الأسطر في التخطيط لوضع الهوامش والأعمدة والخطوط وأحيانًا الحد الأقصى المسقط، وتسمى السطور (بالفرنسية: la justification)‏.
هذه الخطوط المرسومة مهمة جدًا لتوجيه يد الكاتب ولكن أيضًا للمساعدة في القراءة. لذلك فإن التصميم بناء على «المُنَظِمَات» مهم جدًا لتسهيل القراءة. وتختلف المنظمات باختلاف المخطوطات والمدة الزمنية. حتى نهاية القرن الحادي عشر، تم تنفيذها أولاً بالقلم الجاف، ثم بقلم الرصاص وأخيرًا بالحبر الأسود. في كتاب الصلوات الجديد (بالفرنسية: le Nouveau livre d'heures)‏ لجين لو تافيرنييه (منشور في عهد فيليب لوبون)، خطت المنظمات بالحبر الأرجواني.
وفقًا لدارد هانتر (بالفرنسية: Dard Hunter)‏، في عام 1770 قدم جون تيتلو براءة اختراع لآلة سمحت برسم الخطوط بالورق المخصص للموسيقى وكتب الحسابات.
وفقًا لبريجيت دانسيل (بالفرنسية: Brigitte Dancel)‏ ، فإن منظمات دفتر الملاحظات رافقت التعليم الإلزامي في البداية بنسبة بسيطة من الدفاتر (النصف الأول من القرن التاسع عشر) ثم باستخدام المربعات لمساعدة الطالب على رسم أحرف متناسقة ومتناسبة بشكل صحيح باستخدام قلم. في فرنسا، سيكون جان ألكسندر سييز (بالفرنسية: Jean-Alexandre Seyès)‏ (بائع الكتب وصانع الورق في بونتواز) في 16 غشت 1892، الذي قدم لمحكمة بونتواز، شكل خطوط الدفتر الذي لا يزال تستخدمه القرطاسية المدرسية الفرنسية، حيث تقدم شبكة بطول 0,8 سنتيمتر على كل جانب، مقطوعة أفقيًا إلى أربع مسافات بارتفاع 0,2 سنتيمتر. قبل الحرب العالمية الأولى بوقت قصير، فرضت هذه الخطوط نفسها في «دفتر كبير مربع» الأكثر استخداما، ولكن في القرن العشرين كان هناك شكل للخطوط بمربعات مستطيلة أيضًا.

## المغرب
تعد الدفاتر بخطوط سييز وبمساحة 24×32 سنتيمتر هي الأكثر استعمالًا في المدارس المغربية.

## خطوط الدفتر في الدول الأنجلو ساكسونية

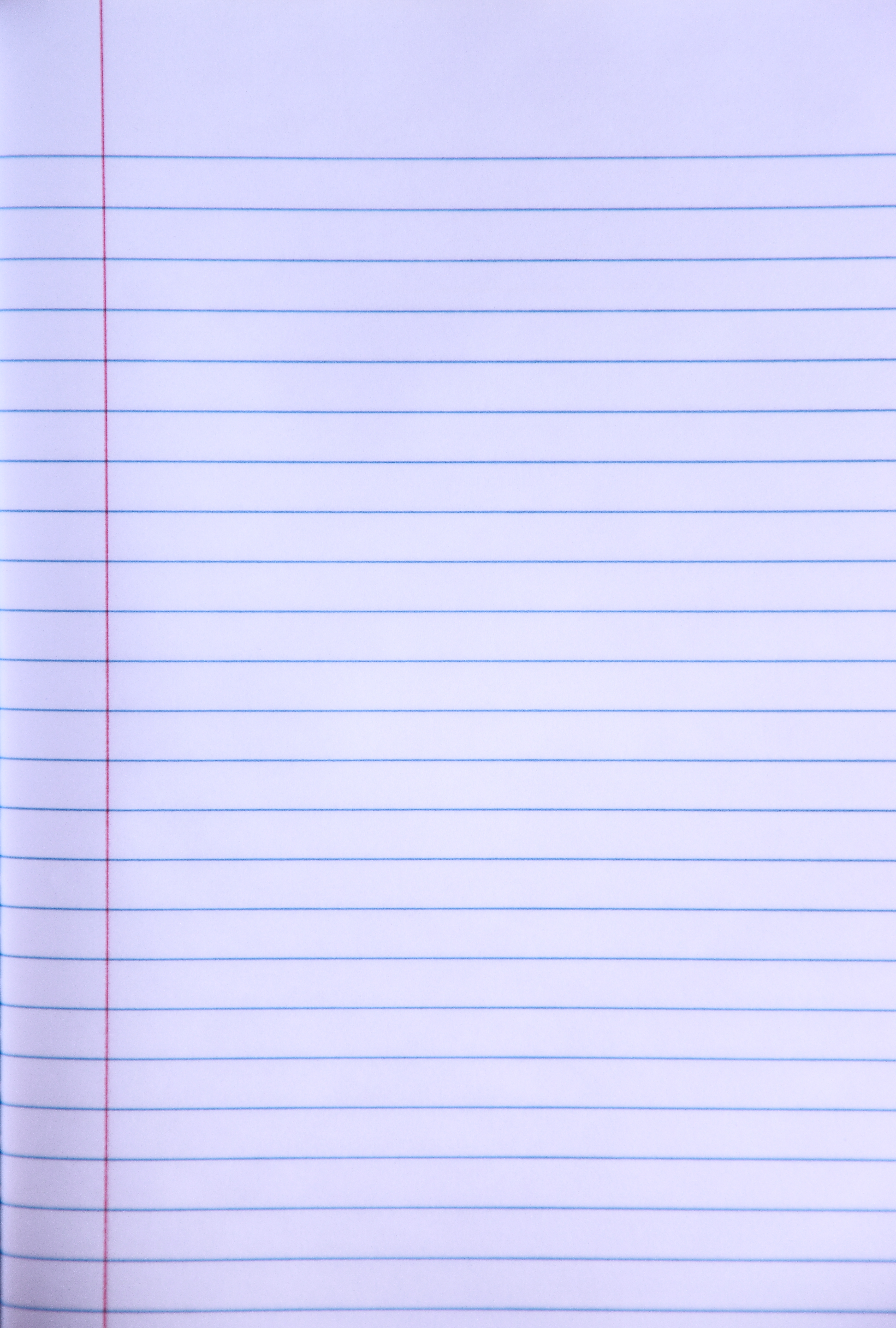
خطوط "كوليدج روليد" المستخدمة في البلدان الأنجلو ساكسونية.

ينتج عن استخدام قياسات الدول الأنجلو ساكسونية شبكات خطوط مختلفة. في الولايات المتحدة وبريطانيا، يستخدم طلاب المدارس الثانوية والجامعات في الغالب شبكة خطوط «كوليدج روليد» (بالإنجليزية: College ruled)‏، وهي شبكة واحدة بمسافة 9 على 32 بوصة (7.1 ملم) بين السطور، مع رسم هامش رأسي 1 وربع بوصة (32 مم) من الحافة اليسرى للصفحة.

## ألمانيا
يحدد قرار المعهد الألماني للتوحيد القياسي DIN 16552: 1977-04 («خطوط للكتابة») أنواع الورق المسطَّر الذي سيستخدمه تلاميذ المدارس.

## الهند
تتوفر دفاتر التمارين الورقية المسطرة في مجموعة متنوعة من التربيعات الشبه موحدة:
- ورق مسطر مزدوج التسطير بفرق 15 ملم
- بسطير رباعي مسطرة تشبه ورق الكتابة اليدوية
- ورق مسطر فردي شائع 8 ملم
- ورقة لتمارين الرياضيات مربعة مع مربعات من 5ملم²

## نيوزيلاندا
تحدد المواصفات من قبل معيار نيوزيلندا للقرطاسية المدرسية، 1984، سواء معايير الورق المسطَّر والغير مسطر.

## اليابان
جينكو يوشي (تُرجمت لـ «ورقة مخطوطة») هي ورقة مسطرة ذات مربعات عمودية لكل حرف كانجي. يتم وضع عمود رفيع على يمين كل مربع بحيث يمكن كتابة نطق الكانا هناك.
يُستخدم جينكو يوشي في جميع أنحاء شرق آسيا، وخاصة في كوريا من أجل كتابة الأمثال.
في تايوان، يُطلق على «جينكو يوشي» اسم بين يين ويستخدم العمود الرأسي لنسخ نطق بوبوموفو.

## الصين
يستخدم طلاب المدارس الابتدائية ورقة مسطرة تسمى تيانزيغي (田 子 格） أو ميزيج (米 子 格).

## مجلة الرصاصة
مع ظهور مجلة الرصاصة [الإنجليزية] (مذكرات تصنعها بنفسك)، يأتي نوع جديد من الخطوط: الخط المنقط. الذي يسهل إنشاء الأشكال الهندسية مع الحفاظ على السرية تمامًا حتى لا تكون مرهقة بمجرد ملء الصفحة.

## انظر كذلك

### مقالات ذات صلة
- قرطاسية
- دفتر المدرسة